# 아제르바이잔 해군
아제르바이잔 해군(아제르바이잔어: Azərbaycan Hərbi Dəniz Qüvvələri)은 카스피해에서 활동하는 아제르바이잔군의 해군 구성 요소이다.

## 역사
아제르바이잔 해군력의 시작은 1919년 8월 5일, 아제르바이잔 민주공화국 정부가 카스피해의 아제르바이잔 부문에 배치된 러시아 제국 함대를 바탕으로 해군력을 구축한 것으로 거슬러 올라간다. 해군은 6척의 함정을 보유하고 있었다. 아제르바이잔에서 소련의 통치가 확립된 후 해군은 소련 해군의 관할로 이관되었다. 1991년 소련의 붕괴와 함께 소련 해군의 아제르바이잔 함대는 아제르바이잔과 러시아로 나뉘었다. 1992년 7월에는 카스피해의 아제르바이잔 부문에서 아제르바이잔 국기 아래에서 아제르바이잔 함정이 운항에 투입되었다. 1996년부터 헤이다르 알리예프 대통령령에 따라 8월 5일은 아제르바이잔 해군의 날로 선포되었다. 현재까지 아제르바이잔 해군은 러시아 함대에 이어 카스피해에서 두 번째로 강한 해군으로 평가받고 있다.

## 국제협력

### 미국과의 협력

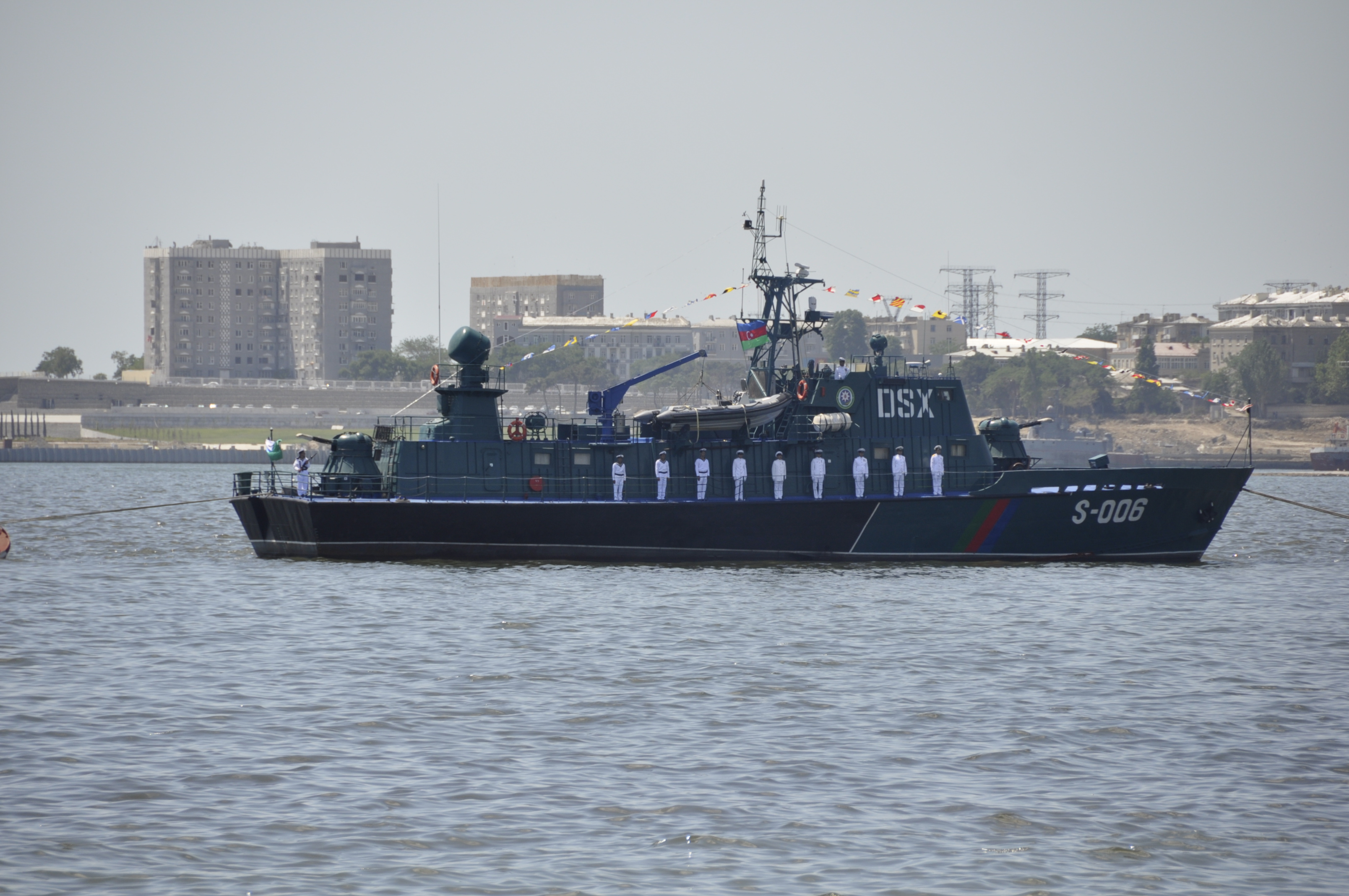
바쿠에서 열린 군사 퍼레이드 동안 아제르바이잔 해군 요원들

2006년, 미국 정부는 아제르바이잔 해군에 3척의 모터보트를 기증했다. 카스피해에서 아제르바이잔 군함을 정비하기 위해 미국의 지원을 제공하는 협정도 있다.
2006년 5월 19일, 아제르바이잔과 튀르키예 해군은 바쿠의 송유관과 가스관의 보안을 보호하기 위한 합동 군사 훈련을 개최했다. 훈련 세션은 아제르바이잔 해군 사령관 샤힌 술라노프와 튀르키예군 부관 세한 세이한이 참관했다. 이 활동은 양국 군대 간의 협력을 확대할 뿐만 아니라 카스피해 석유를 튀르키예와 더 나아가 세계 시장으로 운송하는 주요 수출 파이프라인인 바쿠-트빌리시-제이한 파이프라인의 안전을 보장하는 것을 목표로 했다. 이 훈련은 해저의 광산을 제거하는 것으로 시작되었다. 상징적인 테러리스트들이 그 지역에 심은 트랩을 무해하게 만드는 것이 뒤따랐다. 이 훈련은 해상과 항공 작전의 연습으로 마무리되었다.
2007년, 아제르바이잔 해군과 한 미군 회사 사이의 협정이 체결되었는데, 이것은 아제르바이잔 해군의 일부가 첨단 레이저 사격 장치/시스템을 갖출 것이라는 것을 명시했다. 미국 회사 전문가들도 이 새로운 장비의 사용을 위한 교육을 하기로 되어 있었다.

### 카스피해 방위 계획
카스피해 방위 계획은 카스피해 안보를 강화하기 위해 아제르바이잔과 카자흐스탄에서의 활동을 미국 중부 사령부의 활동 및 다른 미국 정부 기관과 조정하기 위해 고안된 프레임워크 프로그램이다. 이 계획은 양국이 카스피해 지역의 테러, 핵 확산, 마약 및 인신매매, 그리고 필요한 경우 그들의 능력을 향상시키고 대응하는 것을 돕는다. EUOM은 아제르바이잔에서의 활동을 담당한다.

## 같이 보기
- 아제르바이잔군